# HOXD10
HOXD10‏ (Homeobox D10) هوَ بروتين يُشَفر بواسطة جين HOXD10 في الإنسان.